# El Barco
Pour les articles homonymes, voir Barco (homonymie) et El Barco (série télévisée).
 (novembre 2023).
Si vous disposez d'ouvrages ou d'articles de référence ou si vous connaissez des sites web de qualité traitant du thème abordé ici, merci de compléter l'article en donnant les références utiles à sa vérifiabilité et en les liant à la section « Notes et références ».
El Barco est un gratte-ciel de 110 mètres construit en 1963 à Alicante en Espagne. Son nom officiel est Edificio Vistamar de la Albufereta.